# 擬螯蝦屬
拟螯虾属（Cambaroides）是蝲蛄科的一属，与其他淡水龙虾不同，该属生物大多原产于东亚。

## 物种
該屬下共七個種：
- 东北黑螯虾（石勒喀河、黑龙江，Cambaroides dauricus）
- 史氏拟鳌虾（松花江、乌苏里江、同江以下黑龙江下游，Cambaroides schrenckii，讹称“南京黑鳌虾”与南京无关）
- 朝鲜蝲蛄（Cambaroides similis）
- 日本鳌虾（北海道，Cambaroides japonicus）
- 库页螯虾（库页岛北部，Cambaroides sachalinensis）
- 海參崴螯虾（绥芬河，Cambaroides wladiwostokensis）
- 黑龙江口鳌虾 Cambaroides koshewnikowi